# Orthotrichia obscura
Orthotrichia obscura is een schietmot uit de familie Hydroptilidae. De soort komt voor in het Australaziatisch gebied.